# Autoklaas
Een autoklaas is een geologische term voor een spontane verschuiving in gesteente als gevolg van het aanleggen van een tunnel of mijn door mensen. Het verschijnsel is vooral bekend uit de mijnbouwkunde.
Er worden twee verklaringen voor het verschijnsel gegeven.
- In de Aarde kunnen mechanische spanningen aanwezig zijn (het soort spanningen dat in staat is een aardbeving te veroorzaken). De mijnwerkzaamheden verstoren het evenwicht in die spanningen, met een uitbarsting als gevolg.
- Een andere verklaring heeft te maken met de immense potentiële lithostatische druk die zich in het gesteente op grote diepte heeft opgebouwd. Wanneer er een mijnschacht wordt gegraven, komt die druk vrij; er ontstaat een ontsnappingsmogelijkheid voor de druk, en haarscheurtjes maken het mogelijk dat grote brokken gesteente met grote kracht losbreken; zij worden vervolgens uitgedreven.

Er zijn een aantal factoren die de kans op een autoklaas vergroten:
- de diepte van de mijn
- de omvang van de uitgraving
- onzorgvuldigheid bij het graven (planning of uitvoering).

Het probleem is reëel: autoklastie vergt jaarlijks slachtoffers. Met name op grote diepten (meer dan 300 m) kan plotselinge ineenstorting van een ruimte het gevolg zijn. Middelen om de spanning, en daarmee de kans op autoklastie, te verminderen, zijn: het aanbrengen van flexibele ankers in het gesteente, dan wel het inbouwen van bogen die de druk verdelen.

## Taalkundig
Het woord gaat terug op de Griekse stammen αὐτο- "vanzelf, zelfstandig" en κλάσις "breuk". Een vergelijkbaar woord vinden we in diaklaas, maar daar gaat het om een breuk waarbij geen beweging langs het breukvlak plaatsvindt.